# Oxford (Idaho)
Oxford è una città degli Stati Uniti d'America, situata nello Stato dell'Idaho, nella Contea di Franklin.